# Skärsjön (Järsnäs socken, Småland, 640328-142402)
Skärsjön eller Hattasjön är en sjö i Jönköpings kommun och Nässjö kommun i Småland och ingår i Motala ströms huvudavrinningsområde. Sjön kallas lokalt för Hattasjön efter området i norra delen av sjön som kallas för hatten. Hatt betyder höjd eller höjdläge på äldre svenska. Sjön är som djupast 35 meter djup, har en yta på 0,781 kvadratkilometer och befinner sig 277 meter över havet. Vid provfiske har bland annat abborre, bergsimpa, gädda och lake fångats i sjön.

## Delavrinningsområde
Skärsjön ingår i det delavrinningsområde (640222-142327) som SMHI kallar för Mynnar i Hjorteboån. Medelhöjden är 289 meter över havet och ytan är 3,96 kvadratkilometer. Det finns ett delavrinningsområde uppströms, och räknas det in blir den ackumulerade arean 5,08 kvadratkilometer. Vattendraget som avvattnar avrinningsområdet har biflödesordning 3, vilket innebär att vattnet flödar genom totalt 3 vattendrag innan det når havet efter 269 kilometer. Delavrinningsområdet består mestadels av skog (72 %). Avrinningsområdet har 0,87 kvadratkilometer vattenytor vilket ger avrinningsområdet en sjöprocent på 21,9 %.

## Fisk
Vid provfiske har följande fisk fångats i sjön:
- Abborre
- Bergsimpa
- Gädda
- Lake
- Mört
- Röding
- Siklöja